# Harry Ehing
Harry Ehing (* 24. Juni 1964) ist ein ehemaliger deutscher Fußballschiedsrichter.
Er lebt in Engen und arbeitet als kaufmännischer Angestellter. Harry Ehing ist verheiratet und hat zwei Kinder.
Ehing pfeift seit 1985 für den FC Welschingen. Von 1999 bis 2007 stand er als Schiedsrichterassistent auf der FIFA-Liste und gehörte zum Gespann von FIFA-Schiedsrichter Wolfgang Stark, bevor er aus gesundheitlichen Gründen aufhörte.